# Elena Berkova
Elena Berkova (em russo:  Елена Сергеевна Беркова, em ucraniano:  Олена Сергіївна Беркова, Murmansk, 1 de abril de 1985) é uma atriz pornográfica, cantora, atriz e apresentadora de televisão russa. Nascida em Murmansk, seus pais se mudaram para a cidade de Mykolaiv, na Ucrânia, onde cresceu e estudou.
Em 2003, participou de seu primeiro filme pornográfico, aos 18 anos de idade. Em 2004, ela participou do reality show Dom-2 (Casa-2) do canal de televisão TNT.
Em 2006, apareceu como cantora do girl group de música pop Min net!.